# Andy Wallace (producteur)
Pour les articles homonymes, voir Andy Wallace.
Andy Wallace, né en 1947, est un ingénieur du son américain connu notamment par ses productions rock récompensées par des Grammy Awards.

## Biographie
Andy Wallace travaille essentiellement en studio. La longue liste des succès qu'il a produits remonte au début des années 80, et débute avec son travail sur la chanson Walk This Way issue de la collaboration entre Run-DMC et Aerosmith. Il a ensuite travaillé avec Slayer, Prince, Bruce Springsteen, Sepultura, Nirvana, White Zombie, Jeff Buckley, Faith No More, Rollins Band, Rush, Alice Cooper, Bad Religion, Rage Against the Machine, Linkin Park, Trapt, Foo Fighters, Front 242, Silverchair, At the Drive-In, Staind, Sevendust, Blind Melon, System of a Down, Phish, Skunk Anansie, A Perfect Circle, Limp Bizkit, Disturbed, Paul McCartney, The Cribs, Atreyu, Avenged Sevenfold, Airbourne,  Gojira et de nombreux autres.
En 1999, Wallace a partagé un Grammy Award du meilleur enregistrement pour un album non classique avec Tchad Blake et Trina Shoemaker, pour leur travail sur l'album de Sheryl Crow, The Globe Sessions.
Il était le producteur original du cinquième album du groupe finlandais de metal HIM, Dark Light mais a été remercié car on lui reprochait de donner au groupe un son trop américain.

## Discographie partielle
- Ned's Atomic Dustbin - Are You Normal? (1992) p/m/e
- Sonic Youth – Dirty (1992) m
- Alice Cooper – My Last Temptation (1994) p
- Slayer – Reign in Blood (1986) e/m
- Slayer – Seasons in the Abyss (1990) p/m
- Sepultura – Arise (1991) m
- Sepultura – Chaos A.D. (1993) p/m
- Sepultura – Roots (1996) m
- Nirvana – Nevermind (1991) m
- Nirvana – From the Muddy Banks of the Wishkah (1996) m
- Rage Against the Machine – Rage Against the Machine (1992) m
- Paw - Dragline (1993) m
- Bad Religion- Stranger Than Fiction (1994) p
- Rage Against the Machine – Evil Empire (1996) m
- Jeff Buckley – Grace (1994) p/m
- Faith No More – King for a Day... Fool for a Lifetime (1995) p/m
- Front 242 - 06:21:03:11 Up Evil (1993) m
- Biffy Clyro – Puzzle (2007) m
- System of a Down – Toxicity (2001) m
- System of a Down – Steal This Album! (2002) m
- System of a Down – Mezmerize & Hypnotize (2005) m
- Slipknot – Iowa (2001) m
- Stereophonics – Just Enough Education to Perform (2001) m
- Natalie Imbruglia - White Lilies Island (2001) m
- Feeder – Yesterday Went Too Soon (1999) m
- Foo Fighters – There Is Nothing Left to Lose (1999) m
- At the Drive-In – Relationship of Command (2000) m
- Silverchair – Freak Show (1997) m
- Linkin Park – Meteora (2003) m
- Blink-182 - Blink-182
- Sevendust - Home (1999) m
- Skunk Anansie - Post Orgasmic Chill (1999) p/m
- Chevelle - Wonder What's Next (2002) m
- Patti Smith - Trampin' (2004) e
- Good Charlotte - Good Morning Revival (2007) e/m
- Avenged Sevenfold - City Of Evil (2005) m
- Airbourne - Runnin' Wild (2007) m
- Korn - Untouchables (2002) m
- Gallows - Grey Britain (2009) m
- Dream Theater - 'A Dramatic Turn of Events (2011) m
- Gojira - Fortitude (2021) m

p – produit, m – mixé, e – enregistré

## Source
- (en) Cet article est partiellement ou en totalité issu de l’article de Wikipédia en anglais intitulé « Andy Wallace (producer) » (voir la liste des auteurs).